# Sohodol (Albac), Alba
Sohodol este un sat în comuna Albac din județul Alba, Transilvania, România. La recensământul din 2002 avea o populație de 27 locuitori.